# Dillo
Dillo is een kleine en snelle webbrowser geschreven in C en C++. Het maakt gebruik van de Fast Light Toolkit (FLTK) versie 1.3, omdat versie 2 als experimenteel wordt beschouwd.
Versie 2.1.1 van Dillo biedt gedeeltelijke ondersteuning voor CSS en TDI. JavaScript en Java worden niet ondersteund. Frames worden slechts deels ondersteund; Dillo maakt van ieder frame een link en toont het NOFRAMES-gedeelte van de pagina.

## Geschiedenis
Dillo was oorspronkelijk geschreven in de programmeertaal C met de GTK+-toolkit. De eerste versies waren gebaseerd op een eerdere browser genaamd Armadillo, vandaar de naam Dillo. Dillo 2 werd uitgegeven op 14 oktober 2008 en is geschreven in C met C++-componenten en de FLTK. Tekstanti-aliasing, ondersteuning voor karaktersets anders dan Latin-1, HTTP-compressiemogelijkheid, en verbeterde paginarendering werden toegevoegd. De verandering van GTK naar FLTK zorgde er ook voor dat veel afhankelijkheden niet meer nodig waren en het geheugengebruik met 50% daalde.